# Sławomir Peszko
Sławomir Konrad Peszko, född 19 februari 1985, är en polsk fotbollsspelare som spelar för Wieczysta Kraków.

## Klubbkarriär
I juni 2020 blev Peszko klar för spel i polska amatörklubben Wieczysta Kraków.

## Landslagskarriär
Peszko debuterade för Polens landslag den 19 november 2008 i en 3–2-vinst över Irland, där han blev inbytt i den 70:e minuten mot Rafał Boguski. I maj 2018 blev Peszko uttagen i Polens trupp till fotbolls-VM 2018.